# Circuit urbain de Détroit
Le circuit urbain de Détroit était un circuit automobile temporaire tracé dans les rues de la ville de Détroit, Michigan, États-Unis, dans le quartier du Renaissance Center. Il fut principalement utilisé pour accueillir le championnat du monde de Formule 1 de 1982 à 1988, d'abord sous le nom de Grand Prix des États-Unis Est puis de Grand Prix de Détroit, mais aussi des épreuves de la série CART de 1989 à 1991.

## Histoire
Créé pour améliorer l'image de la ville au niveau international, cet événement a permis avant tout aux États-Unis d'accueillir trois Grands Prix au cours de la saison 1982 : les Grand Prix des États-Unis Ouest et Grand Prix de Las Vegas étaient inscrits au championnat du monde pour les mêmes raisons. En 1984, Détroit devient la seule ville des États-Unis au programme du championnat du monde de Formule 1 à la suite du retrait des deux autres Grands Prix. La piste fut accueillie avec peu d'enthousiasme par les pilotes, notamment Alain Prost et Nelson Piquet (même si Piquet, de manière générale, détestait les circuits lents) et fut retirée au calendrier à partir de la saison 1989, la course se déplaçant à Phoenix. Le circuit reçoit cependant des épreuves de CART, remplaçant le circuit de Miami. Trois épreuves de CART eurent lieu sur ce circuit. Emerson Fittipaldi remporta la première et la dernière, Michael Andretti la deuxième tout en signant la pole position lors de chacune de ces courses. L'emplacement de la course n'était pas économiquement viable pour la ville et elle fut temporairement déplacée en 1992 à Belle Isle pour finalement y rester définitivement.
Le premier Grand Prix de Formule 1 voit la victoire de John Watson qui s'était pourtant élancé de la dix-septième position, position la plus lointaine sur la grille pour un vainqueur de Grand Prix urbain (record que Watson battra l'année suivante en partant de la vingt-et-unième place). L'étroitesse de la piste engendra un grand nombre d'abandons lors de la course à cause des contacts avec les murs. Lors de chaque édition de l'épreuve, au moins la moitié des voitures a abandonné. En 1984, 20 pilotes ne réussirent pas à terminer le Grand Prix, le record étant battu quelques mois plus tard lorsque l'un des arrivants sera disqualifié. La piste a beaucoup réussi au pilote brésilien Ayrton Senna qui y a réalisé la pole position en 1985 avant d'y enchaîner trois victoires consécutives de 1986 à 1988.
Il a été annoncé le 3 novembre 2021 que le Grand Prix de Détroit de la série IndyCar serait déplacé du circuit de Belle Isle au circuit du urbain à partir de 2023. Le nouveau circuit est nettement plus petit et comporte moins de virages que le circuit urbain original, seuls deux des virages du circuit d'origine ayant été réaffectés pour le nouveau circuit. Le président de Penske Entertainment, Bud Denker, a déclaré que bien que le retour au tracé original du circuit ait été envisagé, il n'a finalement pas été utilisé en raison des coûts plus élevés de resurfaçage du plus grand circuit, de l'impact que la fermeture des rues latérales aurait sur les entreprises locales opérant sur le circuit et d'un effet négatif sur la circulation dans la zone. Ce nouveau circuit se concentre principalement sur Atwater Street et East Jefferson Avenue et ne comporte que dix virages contre les vingt-deux virages du circuit original.

## Courses
- Championnat du monde de Formule 1
  - Grand Prix automobile des États-Unis Est : 1982-1983
  - Grand Prix automobile de Détroit : 1984-1988
- Champ Car
  - Grand Prix automobile de Détroit : 1989-1991
- IndyCar Series
  - Grand Prix automobile de Détroit : 2023-2025

## Evolution

1982
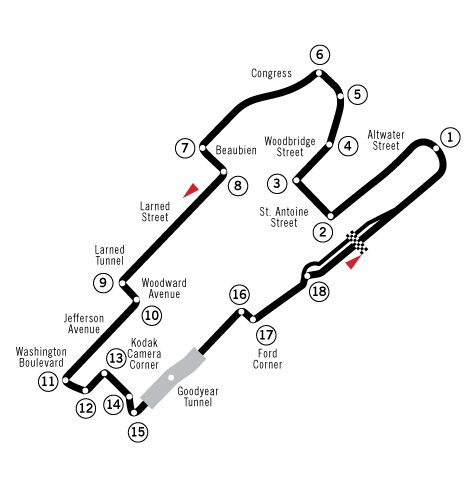
1983–1991
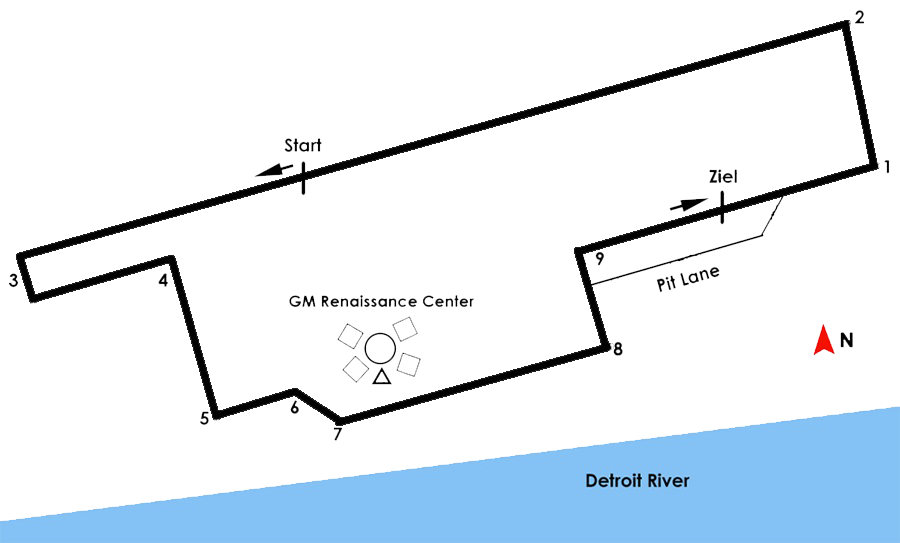
Depuis 2023